# Адимант (сын Андросфена)
Адимант (др.-греч. Ἀδείμαντος) — придворный, дипломат и стратег Антигона Одноглазого и Деметрия Полиоркета.
Адимант родился в семье Андросфена в малоазийском городе Лампсак на побережье Геллеспонта. Страбон называл Адиманта, наравне с историками Хароном и Анаксименом, а также философом Мктродором, одним из наиболее примечательных и знаменитых выходцев из Лампсака. Согласно Диогену Лаэртскому, Адимант был другом знаменитого философа Теофраста, который даже назначил его одним из трёх своих душеприказчиков.
Адимант был приближённым царя Антигона Одноглазого и его сына Деметрия. По протекции Деметрия он был назначен одним из проэдров (председателей) синедриона новообразованного Коринфского союза греческих городов. Также, согласно данным эпиграфики Адимант в течение двух лет был стратегом Деметрия во время войны на территории Греции в 307—304 годах до н. э. По мнению Х. Хабихта, стратегом по охране Аттики был некий другой Адимант.
О влиятельности Адиманта при дворе Деметрия свидетельствуют те почести, которые ему оказывали в греческих полисах. Афиней со ссылкой на Демохара при описании почестей, которые афиняне оказывали приближённым Деметрия писал: «и всё прочее было до крайности постыдно и унизительно: святилища Афродиты Ламии и Леэны, алтари, возлияния, почитание как героев его льстьцов Буриха, Адиманта и Окситемида. Даже пеаны пелись в честь каждого из них, так что сам Деметрий изумлялся происходящему и говорил, что при нем не осталось ни одного афинянина, великого и сильного духом». На основании данного фрагмента историки делают вывод, что Адимант был одним из ближайших и наиболее влиятельных приближённых Деметрия, так как именно степень близости к Деметрию, а не личные заслуги, определяла почести со стороны афинян. Также в Эретрии Адиманту даровали гражданство и установили в его честь статую.
Согласно Афинею, «льстецы Деметрия» из партии Адиманта построили в аттическом деме Трии храм Афродиты Филы, в честь жены Деметрия Филы, после чего вся местность получила название Филеон.
В. Хеккель отмечает, что несмотря на важную роль Адиманта при дворе Деметрия Полиоркета сведения о нём отсутствуют у Диодора Сицилийского и других историков, первоисточником которых были труды Иеронима Кардийского.